# 社会认知
社会认知是心理学中的一个研究分析主題，指的是人们在社会环境中对他人、自己和群体的认知过程。涉及了人们对社会情境、他人行为和社会规范的感知、理解和解释。社会认知的研究範圍在於人们如何对社会信息进行加工和处理，并在此基础上做出相应的行为和决策。
從技術層面來看，社會認知是指人們如何處理同物種（同一物種的成員）以甚至跨物種（例如寵物）的訊息，包括四個階段：編碼、儲存、檢索和處理。從社會心理學領域，社會認知可以是指根據認知心理學和資訊處理理論的方法來研究這些過程的具體方法。根據這種觀點，社會認知是一個分析層次，旨在透過研究社會心理現象背後的認知過程來理解社會心理現象。